# Jung Ji-hyun
Jung Ji-hyun (coreà: 정지현?)  (Seül, 26 de març de 1983) és un lluitador sud-coreà, ja retirat, especialista en lluita grecoromana, que va competir a començaments del segle XXI.
El 2004 va prendre part en els Jocs Olímpics d'Estiu d'Atenes, on guanyà la medalla d'or en la competició del pes ploma del programa de lluita grecoromana. Als Jocs del 2008 i 2012 fou vuitè en la mateixa competició.
En el seu palmarès també destaquen dues medalles de bronze al Campionat del món de lluita, el 2007 i 2010, dues medalles d'or i una de plata al Campionat d'Àsia de lluita, entre el 2004 i el 2007 i una medalla d'or i una de plata als Jocs Asiàtics, el 2014 i 2010 respectivament.